# Володимир Цеслєр

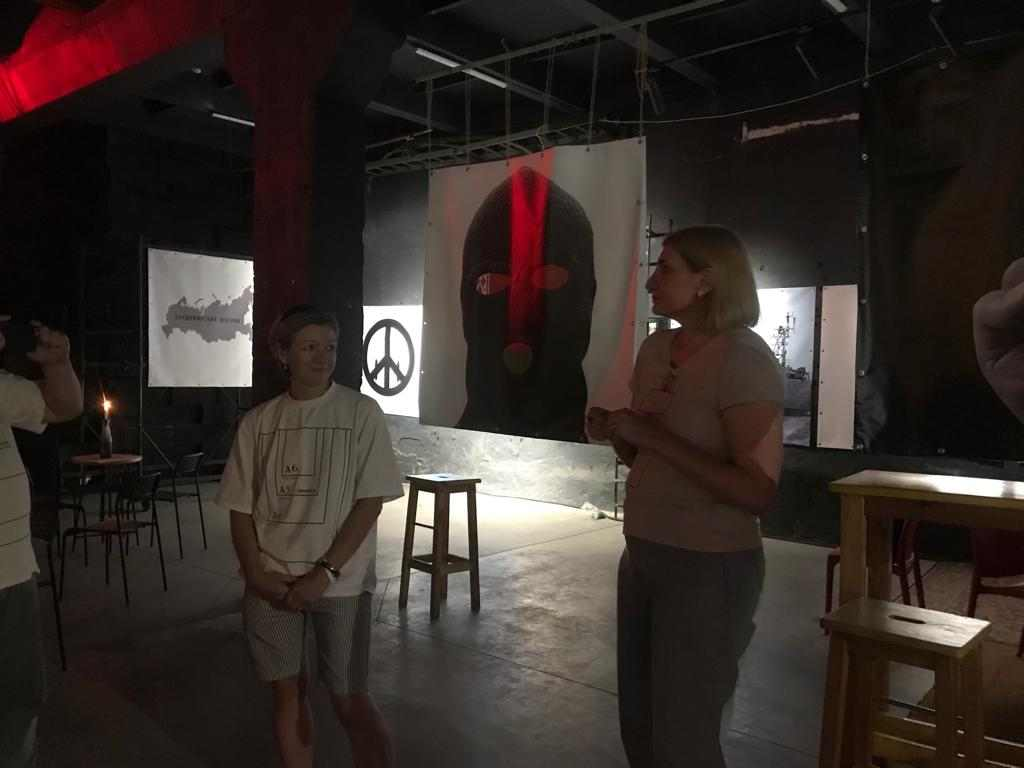
Тетяна Гацура-Яворська та Аліна Рудіна на відкритті виставки Володимира Цеслера у Тернополі

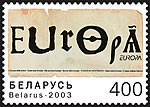
Марка білоруської пошти за твором Володимира Цеслера

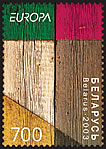
Марка пошти Республіки Білорусь

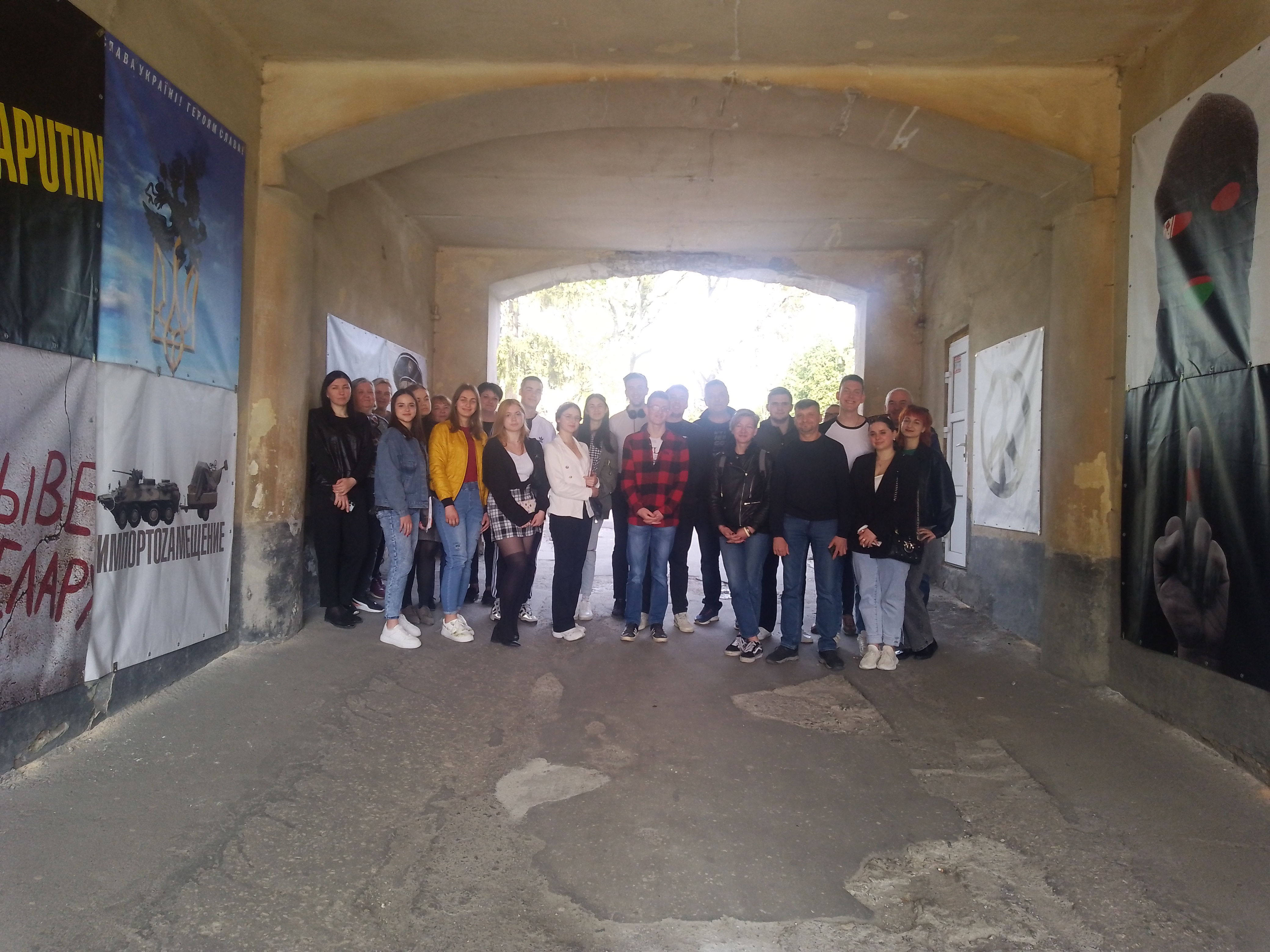
Відкриття виставки протестного плакату в Кременці

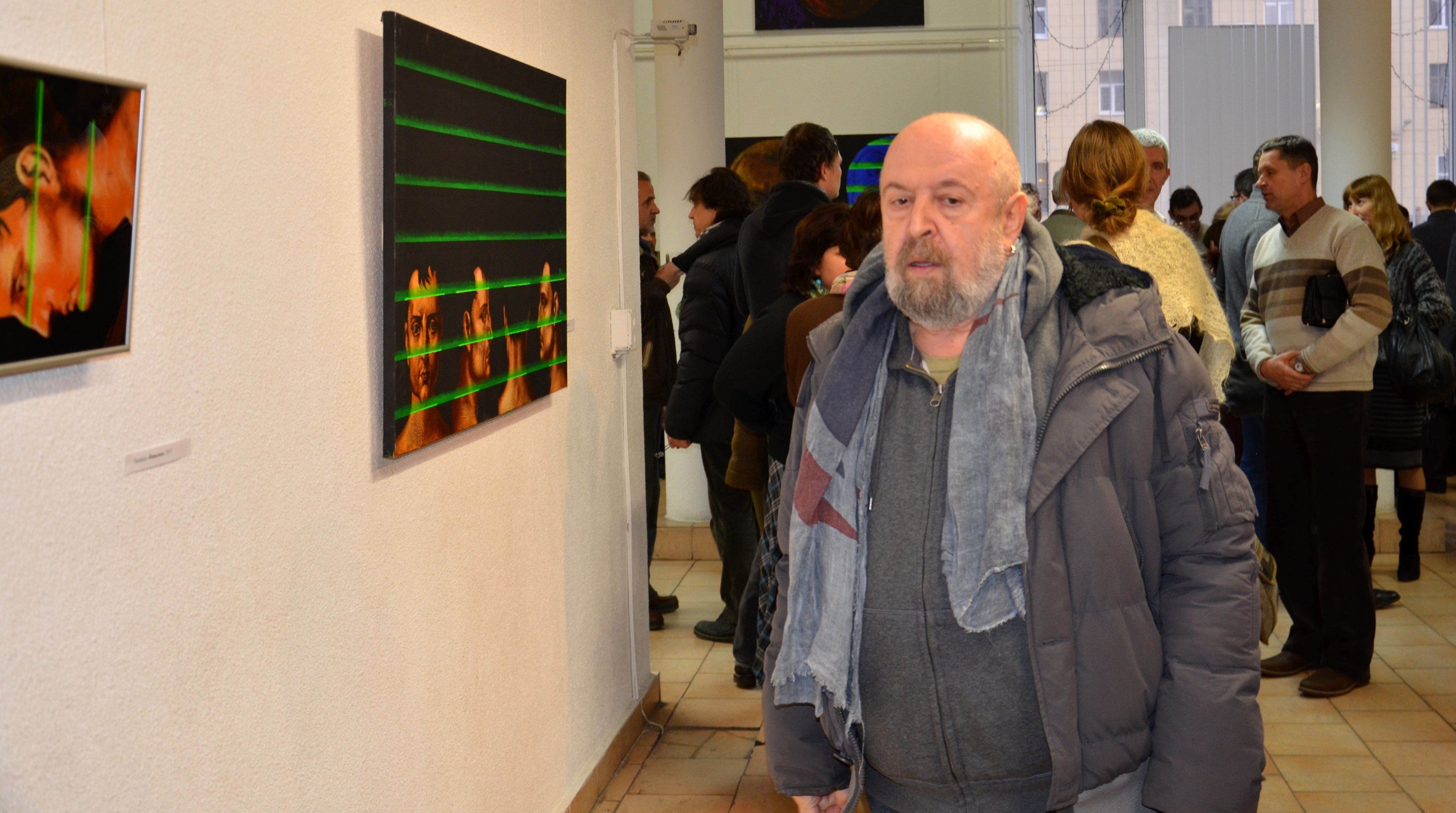
На відкритті виставки живопису в мінському Музеї сучасного художнього мистецтва 24 грудня 2012 року

Володимир Якович Цеслєр (біл. Уладзíмір Якаўлевіч Цэслер; біл-тарашк. Уладзімер Якаўлевіч Цэсьлер) (нар. 30 квітня, 1951, Слуцьк, БРСР, СРСР) — радянський і білоруський художник, дизайнер. Живе й працює в Мінську. Працює в таких напрямках, як: плакат, живопис, графіка, скульптура, об'єкт, художні акції, промисловий дизайн, оформлення книг, реклама та ін. Володимир Цеслєр в дитинстві займався в Слуцькій ізостудії Міського дому піонерів і школярів у викладача Володимира Садіна (1924-2010 рр.)

## Біографія
Володимир Цеслєр народився 30 квітня 1951 року в місті Слуцьк, Білоруська Радянська Соціалістична Республіка, СРСР. Закінчив Білоруську державну академію мистецтв (БДАМ) (відділ дизайну) в 1980 році в Мінську.
Працював з Сергієм Войченком з 1978 року. Міжнародну відомість дует отримав перш за все в області плакату (більш ніж 30 нагород міжнародних конкурсів). Широку відомість отримав «Проєкт століття. 12 з XX» Цеслєра й Войченка, в якому дванадцять найвидатніших художників XX століть були представлені у вигляді яєць.
З 2010 року бере участь в розробці російсько-білоруського проєкту міської автівки — Йо-мобіль.
Під час початку акції протестів з 2020 року в Білорусі став членом Координаційної ради із забезпечення трансферу влади, але поїхав з Республіки Білорусь.

## Участь у творчих союзах
- Білоруський союз дизайнерів
- Білоруський союз художників

## Виставки в Україні
Від 5 до 14 грудня 2020 року в лекційному залі Львівського муніципального мистецького центру експонувалася виставка протестного плаката «Верым! Можам! Переможам!» 
З 2022 року в містах України відбуваються пересувні виставки антивоєнного плакату Володимира Цеслера. З творчістю художника ознайомилися жителі Одеси , Ірпеня, Тернополя ., Луцька,, Кременця. 